# 多格沃克 (伊利諾伊州)
多格沃克（英語：Dog Walk）是位於美國伊利諾伊州威廉森縣的一個非建制地區。該地的面積和人口皆未知。

## 地理
多格沃克的座標為37°45′33″N 89°55′58″W / 37.75917°N 89.93278°W，而該地的平均海拔高度為152米（即499英尺）。